# Hordle
Hordle est un village et une paroisse civile dans le district de New Forest et  le comté du Hampshire, en Angleterre. 

## Géographie

### Situation
Le village est situé entre la côte de la Solent et la New Forest. Bordé par les villes de Lymington et New Milton, comme beaucoup de paroisses de la New Forest, la localité est composée d'un habitat dispersé. 

### Administration
La paroisse civile comprend les hameaux de Tiptoe et Everton ainsi qu'une partie de Downton.
La paroisse était à l'origine beaucoup plus grande, s'étendant de la limite de la New Forest au château de Hurst.
La paroisse civile actuelle est un peu plus petite que les 1 560 ha qu'elle contenait, mais comprend toujours les hameaux de  Tiptoe et  Everton. À l'origine, la paroisse comprenait Hurst Spit (et Hurst Castle) ainsi que Sway tower. Au XIXe siècle, Hurst Spit et les zones adjacentes furent transférés à Milford, tandis que le hameau d'Everton était inclus à Hordle. De même, une section nord-ouest a été transférée à la nouvelle paroisse de Sway

### Services
Hordle possède plusieurs magasins, un bureau de poste, une pharmacie et un magasin géré de manière coopérative.
Le village possède également une école primaire et un pub: The Three Bells.

### Géologie
Le sol est principalement constitué de graviers bien drainés au sud et de limons argileux au nord, à caractère agricole. 
Au Moyen Âge, des salines ont été exploitées sur la côte.

### L'église et l'érosion côtière
L'église paroissiale actuelle, All Saints, a été construite en 1872 et a succédé à un bâtiment précédent, sur le  même site, datant de 1830 qui s'est effondré. Auparavant, l’église paroissiale était restée quelque 700 ans à un kilomètre plus au sud, où il reste encore le cimetière à Hordle Cliff.
La tradition locale relatant l'existence du village d'origine près de l'église qui aurait disparu dans la mer en raison de l'érosion des falaises, est un mythe, bien que l'érosion côtière ait été réelle et soit toujours en cours.

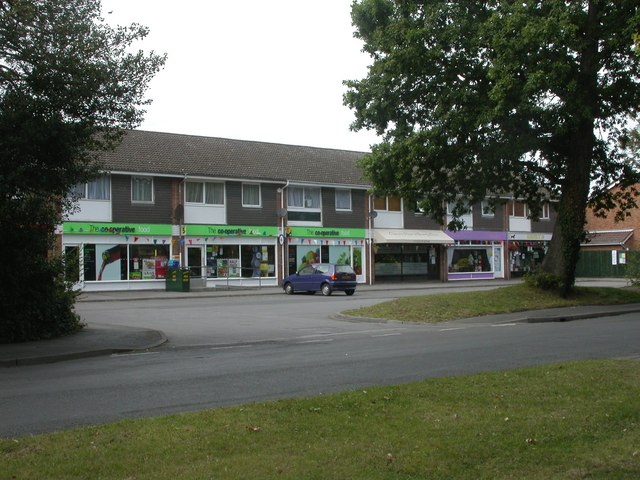
Commerces locaux.
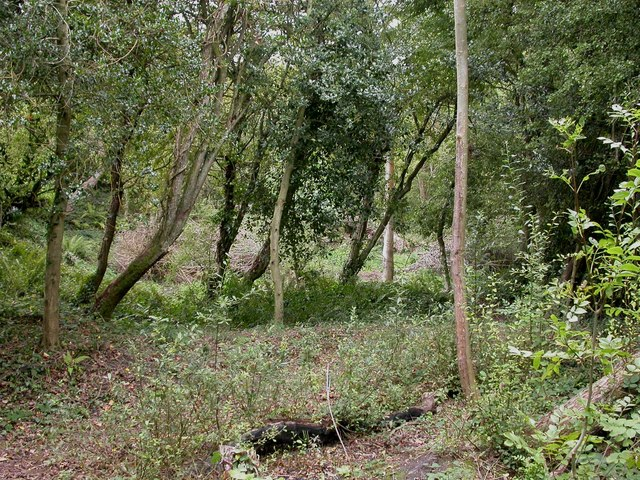
Forêt communautaire à Golden Hill.
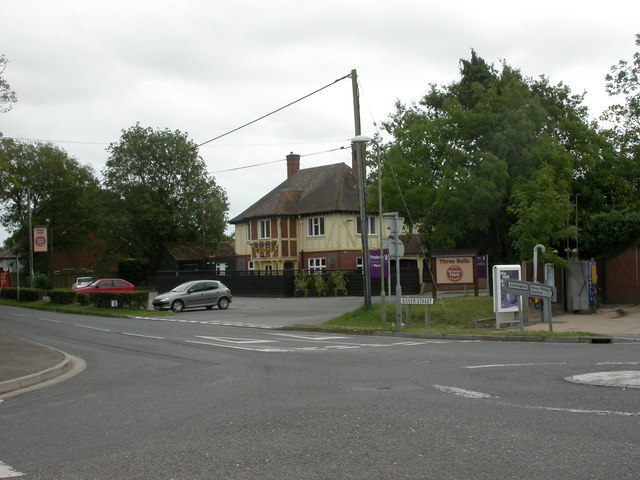
Three Bells Inn, auberge.
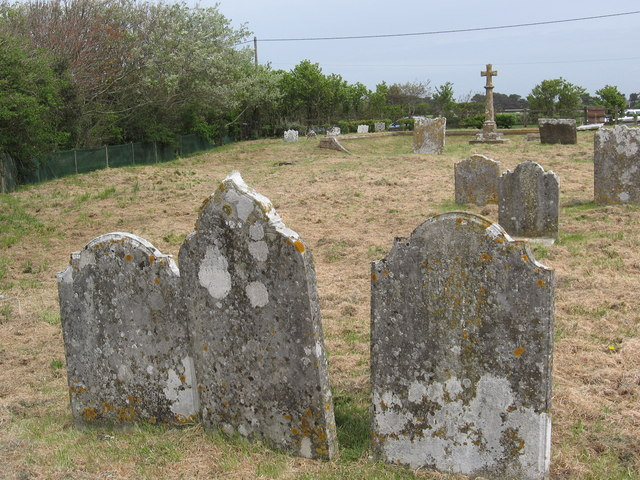
Cimetière à Hordle Cliff, site de la première église.
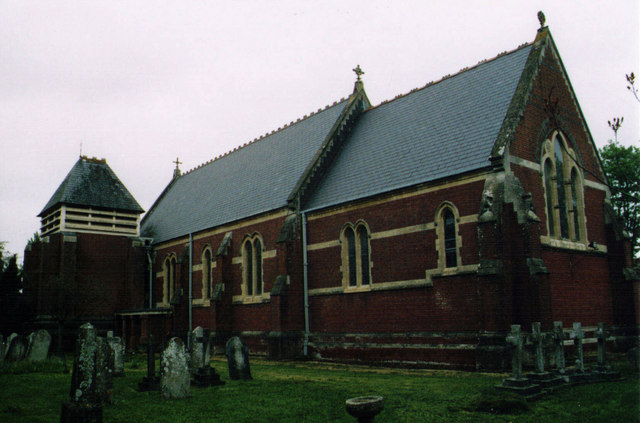
L'église moderne de Tous-les-Saints.